# Ainulindalë
Vous lisez un « article de qualité » labellisé en 2011.
L'Ainulindalë ([ˌainuˈlindalɛ]) est le premier récit du Silmarillion, ouvrage de l'écrivain britannique J. R. R. Tolkien. Au sein de la fiction, ce nom désigne aussi le chant par lequel est formé le monde, également appelé « Grande Musique ».
Ce court texte relate l'histoire de la création d'Eä, le monde où prend place le légendaire de Tolkien, par Ilúvatar et les Ainur, et comment ces derniers sont descendus dans le monde pour lui donner forme et le préparer pour l'arrivée des Elfes et des Hommes, les « Enfants d'Ilúvatar ». Ainulindalë signifie littéralement « Musique des Ainur » en quenya, langue construite par Tolkien (de aina « béni » et lin « chanter, faire un son musical » ou lindale « musique »).
La première version de l’Ainulindalë, aussi appelée La Musique des Ainur, fut écrite entre novembre 1918 et le printemps de 1920,. Le texte connut plusieurs réécritures par la suite, jusqu'au début des années 1950. Ce texte ne fut publié qu'en 1977, quatre ans après la mort de son auteur, par son fils Christopher. La plupart des critiques du Silmarillion considèrent le roman comme un tout et l’Ainulindalë a généralement été l'objet de commentaires positifs.
Les réécritures successives de l’Ainulindalë la dégagent progressivement des influences de la mythologie nordique pour en faire un manifeste de la foi catholique de l'auteur, ainsi qu'un exemple de son concept de subcréation. Ce récit a donné lieu à des adaptations en particulier musicales et a également pu servir de source d'inspiration pour d'autres œuvres.

## Résumé
L’Ainulindalë est un récit qui raconte la création d'Arda par Ilúvatar. Le texte s'ouvre par la création des Ainur par ce dernier, à partir de sa pensée, et raconte comment il leur proposa de réaliser des thèmes musicaux. Les Ainur chantèrent longtemps seuls ou en petits groupes, puisque chacun entendait seulement la partie de la pensée d'Ilúvatar de laquelle il procédait, jusqu'à ce que celui-ci leur communique un thème dans lequel ils devaient chanter en harmonie.

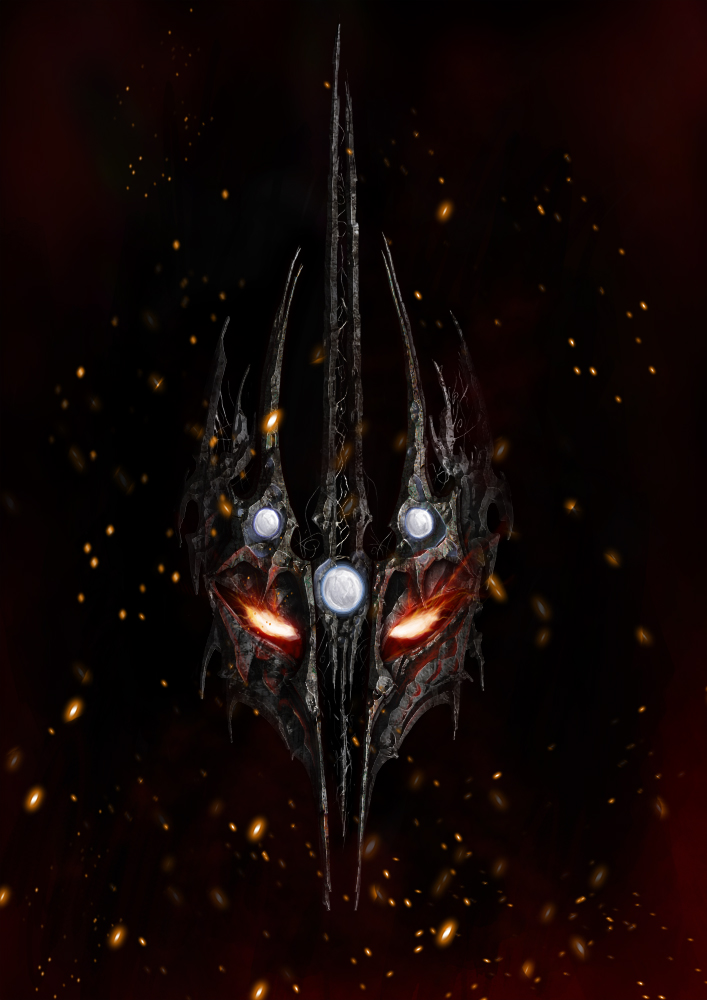
Le Vala Melkor, plus tard connu sous le nom de Morgoth.

Une fois qu'ils eurent commencé, et à mesure que la chanson avançait, Melkor, le plus doué des Ainur, entreprit d'inclure dans sa partie des pensées propres qui ne lui avaient pas été communiquées par Ilúvatar. Ce fait provoqua une discordance dans la musique et Ilúvatar se leva en souriant, élevant sa main gauche, de sorte qu'un nouveau thème commença à résonner. Malgré cela, la discordance provoquée par Melkor prédomina et de nouveau Ilúvatar se leva, cette fois sérieux, et de sa main droite fit sonner un troisième thème. Celui-ci ne fut pas non plus capable d'éteindre la discordance et Ilúvatar se leva pour la dernière fois, agacé, et des deux mains fit entendre un nouvel accord qui mit un terme à la musique.
Ilúvatar conduisit ensuite les Ainur hors de sa demeure et ils virent comment la musique, au sortir du Vide, avait créé le monde et comment l'histoire de celui-ci se trouvait maintenant transcrite devant eux. De cette façon, ils virent l'arrivée des Enfants d'Ilúvatar, les Elfes et les Hommes, créés par le troisième thème. Beaucoup des Ainur désirèrent d'aller dans le monde afin de le préparer pour eux. Cependant, la vision s'éteignit quand fut transcrit le Quatrième Âge et Ilúvatar, sachant que les Ainur désiraient que le monde ne fût pas seulement une vision, le rendit réel par la Flamme Impérissable en utilisant le mot Eä (« Que cela soit » ou « Le monde qui est » en langue quenya).
Quelques Ainur restèrent avec Ilúvatar dans les Salles Intemporelles, mais d'autres descendirent sur le monde et furent connus comme les Valar et les Maiar. Ceux-ci commencèrent à travailler en Eä dans le but de la préparer pour l'arrivée des Enfants d'Ilúvatar, mais Melkor détruisait constamment ce qu'ils avaient fait, et Manwë convoqua les Ainur pour lui déclarer la guerre. Melkor se retira pour un temps, mais quand les Valar prirent une forme corporelle, il en adopta une également et cette fois il y eut la guerre, la première guerre en Eä.

## Composition
La première version de l'histoire de l'Ainulindalë portait le nom de La Musique des Ainur et fut conçue comme un conte qui faisait partie des Contes perdus, écrits par J. R. R. Tolkien durant les années 1910 et 1920 et publiés par son fils Christopher dans les deux premiers volumes de l’Histoire de la Terre du Milieu. Selon le commentaire d'une carte envoyée à Christopher Bretherton et datée du 16 juillet 1964, Tolkien écrivit la première version de l'Ainulindalë quelque part entre novembre 1918 et le printemps de 1920, alors qu'il travaillait dans l'équipe du dictionnaire de l'université d’Oxford,.
Du premier brouillon, écrit rapidement au crayon, subsistent quelques feuilles volantes dans le cahier de la version corrigée. Les changements consistaient simplement en ajouts, comme l'inclusion de Manwë et d'Aulë (personnages qui n'apparaissaient pas dans le brouillon), et de petites corrections comme le changement d’Ilu en Ilúvatar. Dans cette première version du conte, l'histoire est racontée par l'elfe Rúmil, si bien que le langage usité diffère assez de celui de la version publiée dans Le Silmarillion. La trame est très similaire, hormis quelques exceptions : il est dit qu'Ilúvatar créa les Ainur en chantant, Melkor se nomme ici Melko, et la deuxième fois qu'Ilúvatar se lève pour rompre la discordance qu'il provoque dans la musique, il pleure au lieu d'être sérieux ; en outre, pour finaliser la musique, Ilúvatar ne montre pas aux Ainur une vision du monde, mais celui-ci déjà réel, et à aucun moment il n'est fait référence à sa création au moyen du mot Eä. La fin du conte décrit les Valar, un passage qui deviendra ultérieurement la deuxième partie du Silmarillion, la Valaquenta.
Tolkien abandonna l'histoire pendant de nombreuses années. Elle n'apparaît même pas dans l’Esquisse de la mythologie, texte qu'il composa en 1926 comme résumé de son légendaire pour un ancien professeur de Birmingham. Dans la Quenta, version développée de l’Esquisse datée de 1930, et dans la première version des Annales du Valinor, chronologie qui reprend les principaux événements survenus depuis l'arrivée des Valar dans le monde jusqu'au commencement du Premier Âge, l'histoire n'est pas davantage mentionnée. Tolkien réécrivit complètement La Musique des Ainur dans les années 1930, n'apportant cependant presque aucune modification à la trame du récit.
En 1946, durant la rédaction du Seigneur des anneaux, Tolkien écrivit une nouvelle version de l’Ainulindalë qui fut perdue, à l'exception d'une demi-page déchirée. Peu après, il rédigea une autre version qui introduisit un changement radical dans son légendaire : Arda y est ronde dès l'origine, le Soleil est déjà dans le monde quand celui-ci est créé et la Lune est formée en conséquence d'une des destructions provoquées par Melkor. L'idée des Lampes des Valar est ainsi abandonnée, au profit d'un mythe cosmogonique plus cohérent avec la réalité scientifique. Cette version d'un « monde rond » fut finalement mise de côté, peut-être sous l'influence d'une lectrice qui indiqua à Tolkien qu'elle préférait la version présentant un « Monde Plat » (celle des années 1930) à celle présentant un « Monde Rond » (celle de 1946). Les interrogations de Tolkien concernant le besoin de « systématiser » ou de « rationaliser » son légendaire allaient toutefois perdurer encore longtemps.
En 1948, Tolkien recommença à élaborer une nouvelle version, éliminant toute la partie relative au Soleil et à la Lune et introduisant en premier le passage où Ilúvatar crée le monde après que la vision offerte aux Ainur se fut éteinte. De plus, le narrateur est un autre elfe, Pengoloð, Rúmil devenant le rédacteur du récit. Tolkien réalisa encore une nouvelle version de l'histoire, sous la forme d'un manuscrit « d'une splendeur inhabituelle », dans lequel quelques petits détails sont ajoutés, comme le fait que la vision du monde s'éteint avant la Domination des Hommes (le Quatrième Âge) ou qu'Ilúvatar prononce le mot Eä pour le créer.
| Référence            | Date                       | Description | Publication                      |
| -------------------- | -------------------------- | --- | -------------------------------- |
| La Musique des Ainur | Entre janvier et juin 1919 | Manuscrit au crayon abondamment corrigé, suivi d'une seconde version à l'encre qui présente des corrections supplémentaires.     | Le Livre des contes perdus       |
| Ainulindalë A        | Milieu des années 1930     | Manuscrit très brouillon qui reprend fréquemment des lectures de La Musique des Ainur, immédiatement rayées et remplacées.       | Non                              |
| Ainulindalë B        | Milieu des années 1930     | Copie au propre de A, dont elle diffère essentiellement du point de vue du style ; « Monde Plat ».                               | La Route perdue et autres textes |
| Ainulindalë ?        | 1946                       | Version perdue, dont ne subsiste qu'une feuille déchirée.                                                                        | Non                              |
| Ainulindalë C*       | 1946                       | Texte dactylographié basé sur cette version perdue ; « Monde Rond »                                                              | Morgoth's Ring                   |
| Ainulindalë C        | Entre 1948 et 1951         | Texte écrit sur le verso des pages de B. Il se base essentiellement sur ce dernier, mais incorpore également des éléments de C*. | Morgoth's Ring                   |
| Ainulindalë D        | Entre 1948 et 1951         | Manuscrit enluminé basé sur C et réalisé probablement peu après.                                                                 | Morgoth's Ring                   |

## Accueil critique

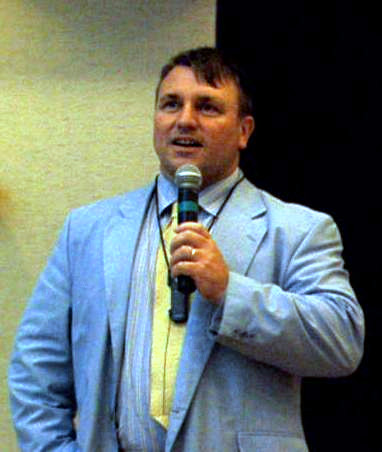
L'écrivain britannique Joseph Pearce a qualifié l’Ainulindalë de plus beau mythe de tout le monde de Tolkien.

Le plus souvent, les critiques du Silmarillion se sont attachés à l'œuvre dans son ensemble, mais les commentaires reçus par l’Ainulindalë en particulier furent positifs. Dans son ouvrage Tolkien: Man and Myth, l'écrivain britannique Joseph Pearce qualifie le récit de « la partie la plus importante du Silmarillion », et ajoute que « ce mythe de la Création est peut-être le plus significatif et le plus beau de tout l'univers de Tolkien ». De son côté, Brian Rosebury commenta dans son livre Tolkien: A Critical Assessment qu'il lui semblait être un grand succès, très bien travaillé, avec une « prose convenablement biblique et en même temps caractéristique de Tolkien ».
Plusieurs jésuites ont fait écho à l'histoire de l’Ainulindalë, comme le père James V. Schall, qui dit : « jamais je n'ai lu quelque chose d'aussi beau que la première page du Silmarillion », ou le père Robert Murray, ami de Tolkien, qui fit ce commentaire : « dans toutes les littératures, depuis la formation des livres sacrés de l'humanité, il est très difficile de trouver un mythe de la création comparable, par sa beauté et son pouvoir imaginatif ».
Le style de l’Ainulindalë a globalement fait l'objet de critiques élogieuses : dans Fantasy Literature: A Core Collection and Reference Guide les auteurs affirment que « chaque partie [du Silmarillion] bénéficie de la puissance et de l'audace du génie imaginatif de Tolkien et de son style brillant » ajoutant que l’Ainulindalë a des « tonalités d'orgue ». Ralph C. Wood déclare que cette œuvre est « l'une des plus belles et des plus originales de ses écrits ». Mais le fait que le style change entre l’Ainulindalë et le reste du Silmarillion a également été remarqué, au point que Daniel Grotta affirme que Christopher Tolkien aurait écrit l'essentiel de l’Ainulindalë et de la Valaquenta publiés dans Le Silmarillion.

## Analyse

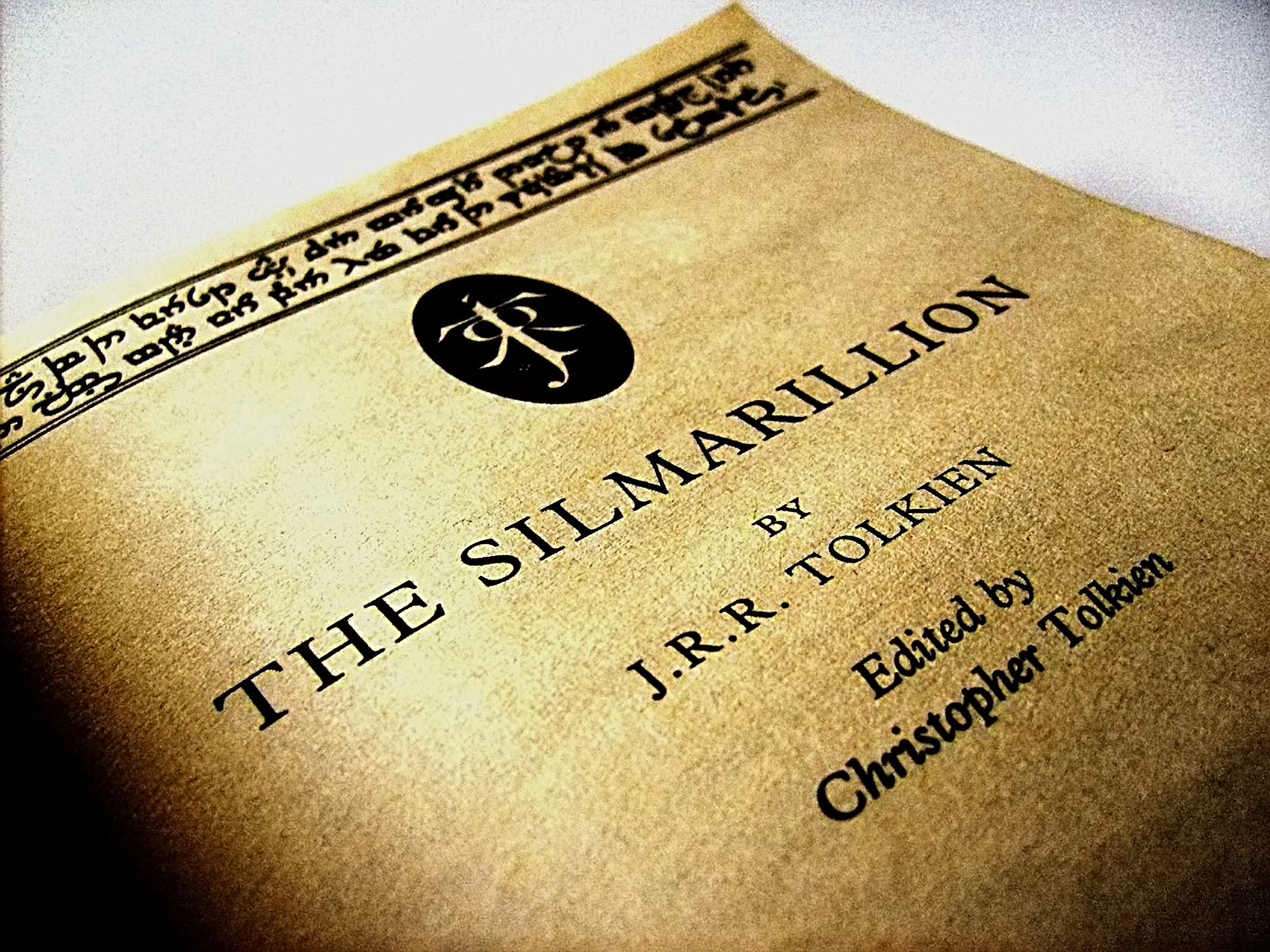
Page de titre du Silmarillion dont l’Ainulindalë constitue la première partie.

L’Ainulindalë dans sa première version apparaît tôt dans la carrière de Tolkien et témoigne de l'importance de la musique dans la conception de son monde. Cela témoignerait d'après Bradford Lee Eden de l'influence de l'époque victorienne sur Tolkien, malgré les dénégations de ce dernier. Pour John Gardner, « la musique est le symbole central et le mythe total du Silmarillion, un symbole qui devient interchangeable avec la lumière (projection de la musique) »,, quoique pour Verlyn Flieger il ne s'agisse pas de symboles mais de réalités qui ont vocation à être comprises littéralement.
La Musique des Ainur telle qu'elle apparaît dans les Contes perdus renvoie à la mythologie nordique par sa structure même. De manière similaire à la Gylfaginning de l’Edda en prose, le récit est conçu comme un dialogue où les réponses apportent des informations sur la cosmogonie et la théogonie. Cependant, selon John Gough, l’Ainulindalë, malgré son nom qui pourrait rappeler ceux du Kalevala, et le fait que le reste de l'œuvre de J. R. R. Tolkien incorpore des aspects issus de la mythologie nordique, est profondément « a-nordique » : il s'agit avant tout d'une vision de la création qui se doit d'être soit catholique, soit au minimum compatible avec le catholicisme, et qui n'a rien de païen. Bien que les Ainur fassent ensuite œuvre de déités créatrices comme dans les mythes païens, seul Ilúvatar dispose de la Flamme Impérissable créatrice ; les Ainur n'étant que ses auxiliaires, et ne participant pas à la Création comme le Fils (Verbe, Parole créatrice) et le Saint-Esprit (Souffle vital) peuvent assister le Père dans la Trinité chrétienne. Au sein de son légendaire, les récits de la Terre du Milieu sont censés prendre place dans une ère préchrétienne. Selon Stratford Caldecott, Tolkien « essaie d'écrire un conte qui serait complémentaire, et non en contradiction, au récit de la Genèse ».
D'après Marjorie Burns, qui a travaillé sur les différentes versions de l’Ainulindalë, Tolkien christianise de plus en plus les Valar au fil des révisions du texte : ils s'éloignent progressivement des dieux de la mythologie nordique pour acquérir un statut évoquant davantage les archanges. Melkor rappelle ainsi de plus en plus le Lucifer de la Bible. L’Ainulindalë permet à Tolkien d'exprimer sa vision chrétienne du monde, du Bien et du Mal, dans un parallèle avec la Genèse. Comme Elrond le dit à Boromir : « Rien n'est mauvais au début, même Sauron ne l'était pas ». Cette vision est présente dans l’Ainulindalë, où Ilúvatar (Dieu) crée tout, et où tout ce qui est créé est bon, le mal servant finalement à enrichir le monde créé. Cependant, comme le note Verlyn Flieger, contrairement à la vision judéo-chrétienne de la Genèse où le monde, créé immaculé et innocent, n'est corrompu qu'à la suite de la faute de l'homme, dans l'œuvre de Tolkien le Mal s'est introduit dans le monde dès sa création.
L’Ainulindalë a pu être rapproché du concept médiéval de l'angélique musique des sphères, ou encore des conceptions de Boèce. Émilie Denard remarque que l'emploi des majuscules et du mot song là où on s'attendrait à life montre que la musique est perçue comme créatrice et porteuse de vie. John William Houghton compare également le mythe de la Création de Tolkien à l'interprétation de la Genèse par saint Augustin, où Dieu crée d'abord les anges, leur insufflant la connaissance sur ce qui doit être fait, et enfin crée le monde physique,. La Vision de l’Ainulindalë a aussi pu être rapprochée du concept platonicien des Idées.
La description du paradis initial de l’Ainulindalë a également été rapprochée du poème Mythopoeia et de la nouvelle Feuille, de Niggle : Tolkien y présente la créativité humaine comme un reflet de la créativité divine, selon son concept de « subcréation ». Le paradis véritable ne détruit pas la créativité humaine mais au contraire la perfectionne. À la vision finale de Niggle d'un Paradis où l'Art véritable est apprécié répond le don originel de la Liberté et de la Créativité dans l’Ainulindalë. Selon la foi de l'auteur, le mythe de la création n'est pas là seulement pour donner un début à la chronologie, mais pour donner un sens à l'ensemble du commencement à la fin. Non seulement Tolkien fait œuvre de « subcréateur » dans l'invention de son légendaire, mais l’Ainulindalë présente des créatures, les Ainur, faisant preuve de créativité aux côtés de leur créateur, comme Tolkien a pu l'écrire en 1958 : « Les Ainur ont pris part à la formation du monde en tant que « sub-créateurs » : à des degrés divers, après cette façon. »
Il faut souligner l'insistance sur la mer, mentionnée explicitement, dont le son serait comme un écho de cette « Grande Musique »,, ce qui se retrouvera dans les récits ultérieurs : dans Le Seigneur des anneaux, notamment, où la découverte de la mer, aux Havres Gris, suscite l'émotion de Samsagace Gamegie (Samsaget Gamgie) .

## Adaptations et héritages

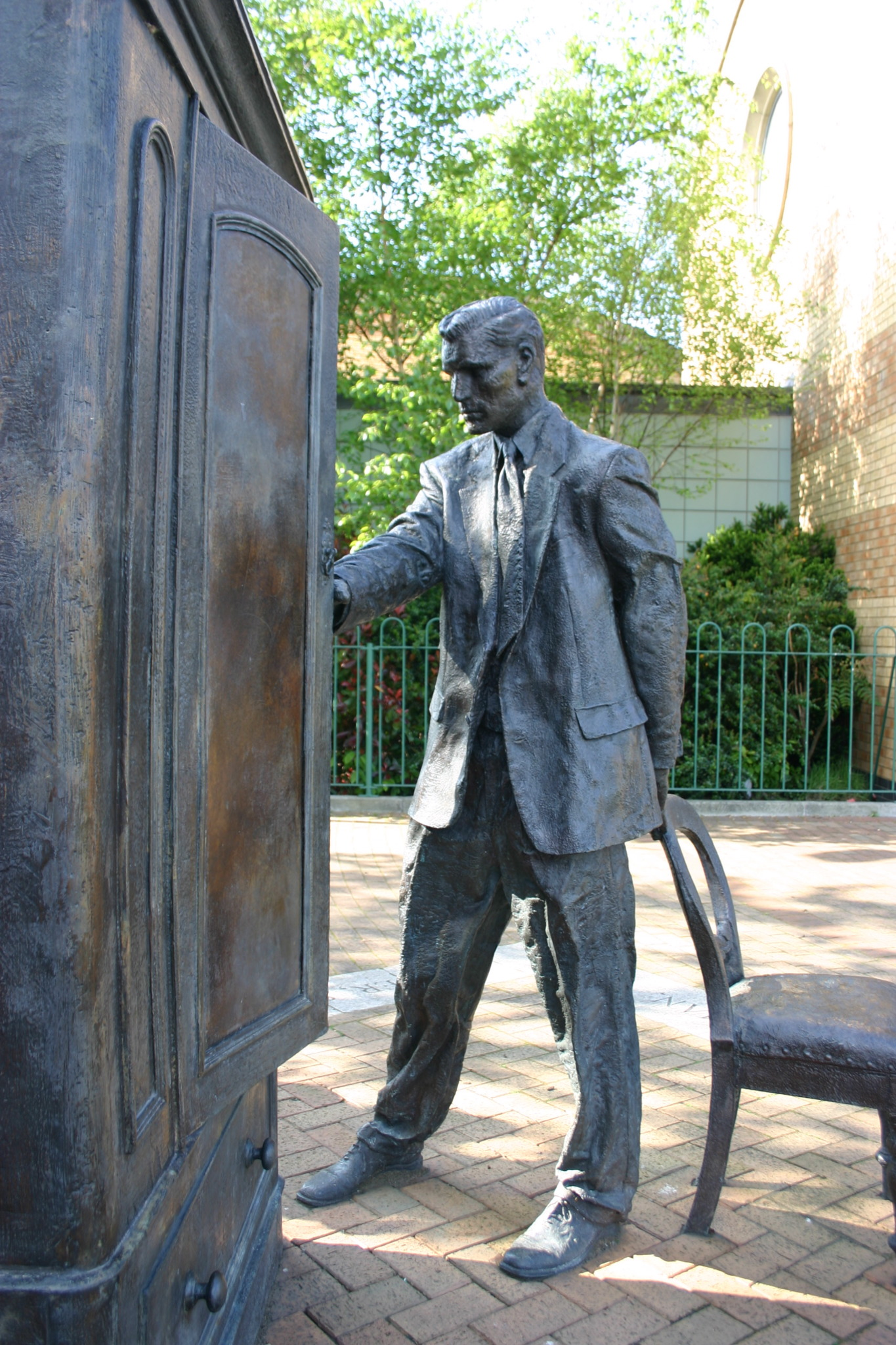
Statue de C. S. Lewis qui s'est peut-être inspiré de l’Ainulindalë pour son récit de la création de Narnia.

Le récit fut souvent illustré, notamment par Jef Murray. Ted Nasmith illustre l'interruption de la musique par Melkor. Craig Marnock réalisa également, en juillet 1991, une traduction en quenya d'un fragment de l’Ainulindalë, qui fut publiée dans la revue Vinyar Tengwar.
L’Ainulindalë donna également lieu à des adaptations musicales. Adam C. J. Klein créa un opéra à partir du Silmarillion, intitulé Leithian, dont le morceau Ainulindalë rappelle Jean-Sébastien Bach. Frank Felice composa également un Ainulindalë pour orchestre,. Un groupe de folk metal français créé en octobre 2002 a pris le nom d'« Ainulindalë ». En 2004, il a sorti un album intitulé Le Lai de Leithian, avec dix thèmes inspirés de l’œuvre de Tolkien, dont une chanson s'appelle Ainulindalë.
Dans l’univers de Narnia de C. S. Lewis, le monde est également créé par une musique, le chant du lion Aslan, tel que relaté dans le premier roman du cycle, Le Neveu du magicien, commencé en 1949. Lewis et Tolkien étaient amis ainsi que membres des Inklings, et l’hypothèse que Lewis se soit inspiré de Tolkien a été soulevée. On sait cependant que Tolkien n'appréciait guère le Monde de Narnia et que Lewis n'a pas présenté ce roman aux Inklings.